# Сражение при Шепардстауне
Сражение при Шепардстауне (англ. The Battle of Shepherdstown), так же известное как сражение при Ботлерс-Форд, произошло 19—20 сентября 1862 года на территории округа Джефферсон (Вирджиния, сейчас — Западная Вирджиния) во время американской гражданской войны. Оно стало последним сражением Мерилендской кампании генерала Ли. Во время отступления от Южных гор к Шарпсбергу Ли отправил за реку Потомак в Шепадстаун артиллерийский резерв армии под командованием генерала Уильяма Пендлетона. В ночь на 19 сентября Северовирджинская армия начала отход за Потомак, а Пендлтону было приказано прикрыть артиллерией переправу. Пендлтон не сумел грамотно организовать оборону и 20 сентября его позиции были атакованы федеральной армией, при этом было потеряно несколько орудий. Генерал Джексон приказал дивизии Хилла контратаковать противника и отбросить его за Потомак.

## Предыстория
Артиллерийский резерв армии под Командованием Уильяма Пендлтона не успел принять активного участия в Мэрилендской кампании. Резерв присоединился к армии 30 сентября у Манассаса, но из-за плохого здоровья Пендлтон был отправлен на отдых и прибыл к Фредерику только 7 сентября. Оттуда резерв направили к Хагерстауну, а 14 сентября артиллерия Пендлтона снова была резервом и не участвовала в сражении у Южной горы. В ночь на 15 сентября Ли приказал Пендлтону вернуться на вирджинскую сторону Потомака и прикрыть переправы. Пендлтон отправился к Уильямспорту, и по пути едва не столкнулся с федеральной кавалерией, прорвавшейся из Харперс-Ферри. 
19 сентября, когда Северовирджинская армия отступила от Шарпсберга за Потомак, Ли приказал Пендлтону прикрыть артиллерией переправу Ботелерс-Форд. Пендлтон нашёл позиции для 33 орудий, а ещё 11 разместил в резерве. Как только орудия заняли позиции, на противоположном берегу реки показались федеральные войска. Федеральная артиллерия открыла огонь, и генерал Ли принял решение отвести армию немного к югу, чтобы вывести её из зоны поражения. Пендлтону было выделено пехотное прикрытие: пехотные бригады Льюиса Армистеда и Александра Лоутона. Приказы требовали от Пендлтона удерживать переправы весь день 19 сентября и ночь на 20 сентября, если только противник не будет наступать слишком решительно. В случае же серьёзной атаки он должен был дождаться темноты и отвести орудия к основной армии.
Пендлтон никогда ранее не командовал пехотой, и в приданных ему бригадах не было опытных офицеров. Лоутон был ранен, а Армистед находился на тыловой службе в Винчестере. Бригадами командовали полковники, которые не знали, как надо действовать пехоты под огнём дальнобойной артиллерии. Кроме того, Пендлтон не выяснил, сколько всего человек в этих двух бригадах.
Несмотря на большое количество орудий, качество их было различным — Пендлтон имел только 8 дальнобойных орудий Паррота. Многие орудия представляли собой гладкоствольные гаубицы с небольшой дальностью стрельбы.
После отступления в Вирджинию Ли отправил кавалерию Стюарта к бродам у Уильямспорта. Судя по его докладам президенту, он собирался продолжить кампанию и повторно вторгнуться в Мериленд у Вильямспорта.

## Сражение

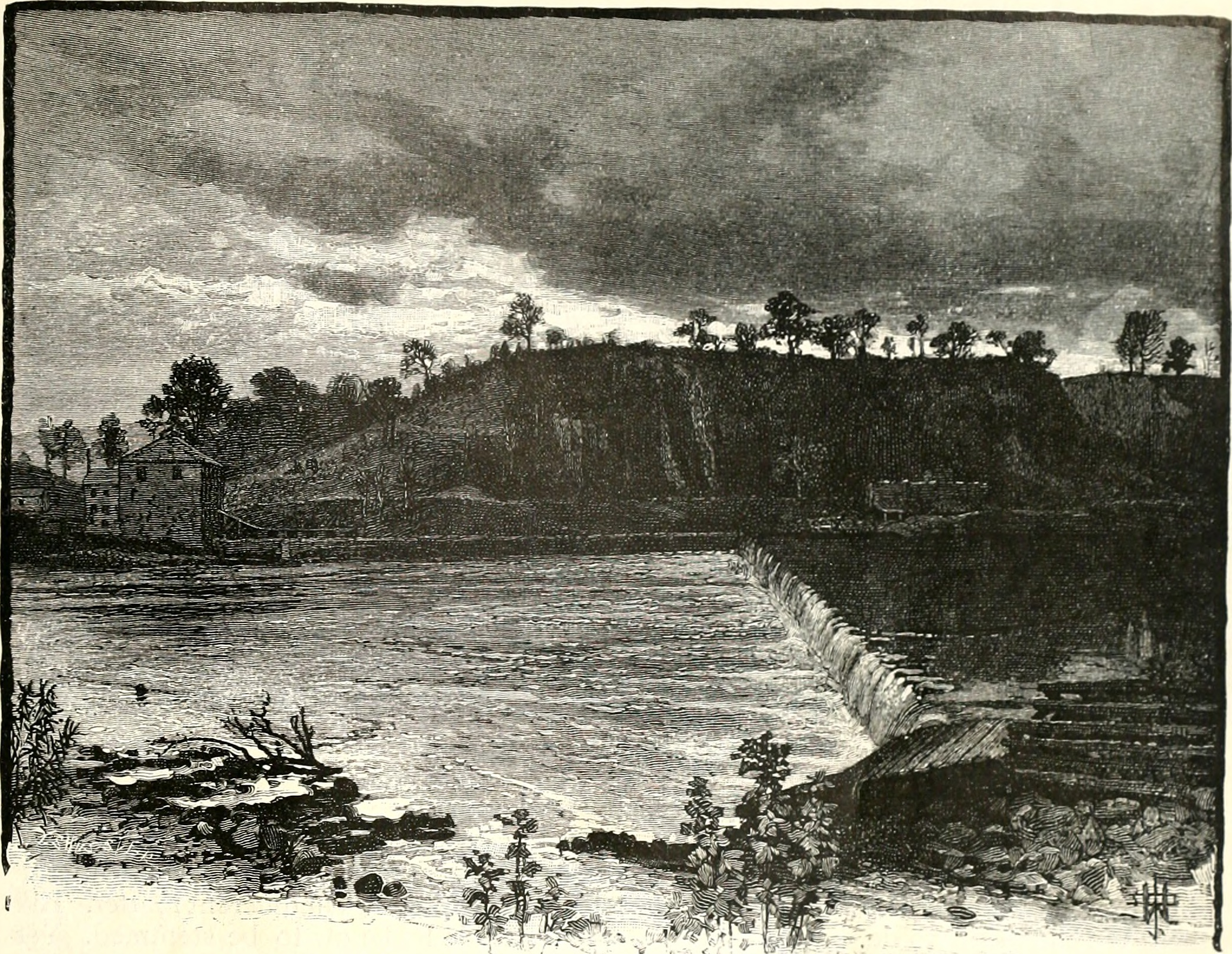
Переправа Ботелерс-Форд, вид с мэрилендского берега. Слева здание цементной мастерской.

19 сентября, незадолго до захода солнца, федеральный генерал Чарльз Гриффин послал 2000 человек пехоты и снайперов (из V корпуса генерала Портера) для переправы через Потомак у Батлерс-Форд. В 14:30 на северном берегу реки были установлены 70 орудий, которые начали бомбардировку позиций противника. Одновременно начали обстрел снайпера. Артиллеристы на левом фланге запросили пехотного прикрытия и Пендлтон отправил им на помощь 200 человек. Вскоре пришёл аналогичный запрос с правого фланга, и Пендлтон направит туда 100 или 200 человек. В середине дня командиры центрального отряда донесли Пендлтону, что противник ведёт плотный огонь и тех трёхсот человек, что осталось у основного брода, может быть недостаточно для обороны. Только теперь Пендлтон осознал, что силами одного батальона он должен защитить 44 орудия, из которых 33 нельзя отвести с позиции достаточно быстро.
Пендлтон решил отступать. Он велел снимать с позиций те батареи, которые стоят вне поля видимости противника, а остальные снять после захода солнца. После этого должна отступить пехота. Кавалерии Манфорда было приказано прикрыть отступление пехоты. В 17:30 федеральная пехота начала переходить реку. К этому моменту артиллерия Пендлтона уже отходила, а пехота начала отступать от реки. Пендлтон впал в растерянность и покинул поле боя, отправившись в тыл на поиски помощи. Уже без его участия пехота успела вывезти с поля боя всю артиллерию, за исключением 4 орудий. В это же время федеральный отряд был отозван обратно на северный берег.
Отступающая колонна Пендлтона вышла к лагерю бригады Прайора, где Пендлтон запросил помощи. Его направили к Худу, но его найти не удалось, как и не удалось выяснить местонахождение штаба Ли. Только около 12:00 Пендлетон нашёл генерала Ли и сообщил ему, что отряд на переправе разбит, что федеральная армия переправилась на вирджинский берег и захватила всю артиллерию. «Всю?», воскликнул Ли. «Да генерал, я боюсь, что всю», ответил Пендлтон.
Получив эти сведения, Ли решил отложить повторное вторжение в Мериленд и приказал продолжить отступления вверх по долине Шенандоа. Он также приказал генералу Джексону послать к броду «Лёгкую Дивизию» генерала Эмброуза Хилла, чтобы задержать Потомакскую армию. Ли не знал, что на самом деле в это время на вирджинском берегу реки нет ни одного солдата-северянина.
Утром 20 сентября федеральная дивизия Джорджа Сайкса начала переправляться на южный берег Потомака. Сайкс приказал кавалерии провести разведку местности, но приказ запоздал, и кавалерия перешла реку одновременно с пехотой — что и стало первой ошибкой того дня. На южный берег переправилась также бригада Джеймса Бэрнса из дивизии генерала Морелла. Северяне нашли и вывезли 4 оставленных южанами орудия и начали поиск противника в радиусе полутора миль от брода. Генерал Джексон в это время тоже провёл осторожную разведку местности, после чего Хилл развернул свою дивизию. Противники встретились около 10:00 около Энгл-Молерс-Роуд, в миле к югу от Шепардстауна. Артиллерия Пендлтона уже отошла далеко в тыл, так что дивизия Хилла наступала без артиллерийской поддержки, в то время как федеральная артиллерия вела по ним огонь с северного берега реки. «Это был самый ужасающий артиллерийский огонь, который мне приходилось видеть», — писал генерал Хилл. Генерал Портер понял, что противник превосходит его вдвое, и приказал немедленно отступать. 2-й пехотный полк отошёл успешно; рядовой Дэниэл Вебстер Барке заметил, что одно захваченное орудие противника не успели вывезти и попросил разрешения вернуться на вирджинский берег и забрать его. В 1892 году он получил Медаль Почёта за отвагу в тот день.
В тот день получил своё боевое крещение 20-й Мэнский полк, который прославится в 1863 под Геттисбергом обороной высоты Литтл-Раунд-Топ. Полк понёс небольшие потери, около 3-х человек, а его будущий командир, Джошуа Чемберлен, потерял при отступлении коня.

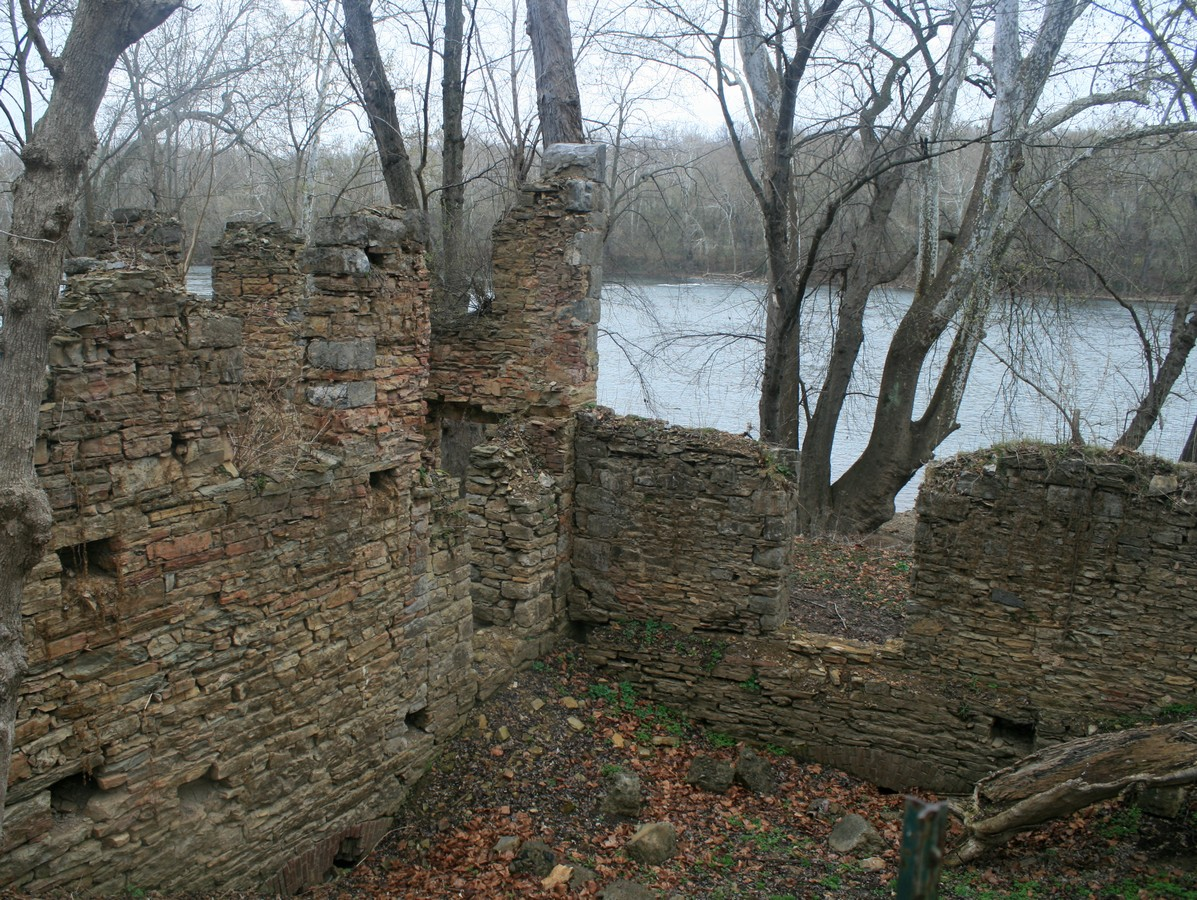
Руины цементной фабрики на берегу Потомака, из которой южане вели огонь по отступающему противнику.

Однако 118-й Пенсильванский полк из-за недоразумению остался на вирджинском берегу реки. Приказ на отступление был передан через рядового, на что полковник Чарльз Мэллет Превост ответил: «Я не подчиняюсь приказам, переданным таким образом. Если у полковника Бэрнса есть для меня сообщение, пусть передаст с адъютантом».
Солдаты этого полка ранее не участвовали в сражениях, к тому же они были вооружены только что выпущенными винтовками Энфилда, многие из которых оказались неисправны (боевая пружина была слишком слаба и ударник слишком слабо бил по капсюлю). Сам полковник Превост был ранен в плечо, но выжил. Полк серьёзно пострадал и потерял 269 человек из своих 737-ми, прежде чем отошёл в Мериленд. Сражение закончилось в 14:30 и Хилл увел свою дивизию обратно в долину Шенандоа.

## Последствия
После сражения Макклелан не решился далее преследовать Северовирджинскую армию, чем впоследствии вызвал сильное недовольство президента Линкольна. Однако и Ли изменял свои планы, отказался от возвращения в Мериленд и завершил Мерилендскую кампанию. Таким образом, Шепардстаун даже больше повлиял на исход кампании, чем сражение при Энтитеме.